# Bubares
Bubares (altgriechisch Βουβάρης, gestorben nach 480 v. Chr.) war ein persischer Adliger und Ingenieur im Dienst des Achämenidenreichs des 5. vorchristlichen Jahrhundert. Er war einer der Söhne des Megabazos.
Bubares wurde um 498 v. Chr. nach Makedonien entsandt, um dort einen diplomatischen Konflikt mit König Alexandros I. beizulegen. Dieser war noch als Kronprinz verantwortlich für die Ermordung mehrerer Angehöriger einer persischen Delegation, wenige Jahre zuvor. König Alexandros zeigte sich dem persischen Engagement entgegenkommend und verheiratete seine Schwester Gygaia mit Bubares. Beide bekamen einen Sohn, der nach dem Großvater mütterlicherseits Amyntas genannt wurde. Dieser amtierte später in Karien als Tyrann der Stadt Alabanda.
480 v. Chr. wurde Bubares zusammen mit Artachaies von Großkönig Xerxes I. mit dem Bau des sogenannten Xerxes-Kanals durch den Isthmos des östlichen Ausläufers der Chalkidike-Halbinsel (bei Ierissos) beauftragt. Dort war fast zehn Jahre zuvor die große persische Flotte des Mardonios bei widrigem Wellengang am Berg Athos zerschellt. Eine erneute Umrundung dieses Arms und damit die Möglichkeit einer Wiederholung dieser Katastrophe sollte mittels des Kanals vermieden werden. Der Kanalbau zählte zu den aufwendigsten Projekten der Antike und dauerte drei Jahre, als Arbeitskräfte wurden Arbeiter aus den verschiedensten Völkern, einschließlich der Bewohner des Athos, zwangsrekrutiert.